# Coupe de France masculine de basket-ball 2024-2025
Navigation
2023-2024 2025-2026
La Coupe de France de basket-ball 2024-2025 est la 48e édition de la Coupe de France, également dénommée Trophée Robert Busnel, en hommage à Robert Busnel, basketteur international français décédé en 1991. Elle oppose 64 équipes professionnelles et amatrices françaises sous forme d'un tournoi à élimination directe et se déroule de septembre 2024 à avril 2025.

## Calendrier
| Tour | Nom                                | Dates                                                                    | Participants |
| ---- | ---------------------------------- | ------------------------------------------------------------------------ | --- |
| 1    | 64e de finale                      | 23 septembre 2024, 24 septembre 2024 et 25 septembre 2024                | 2 équipes de Betclic Élite promues en 2023-2024 18 équipes de Pro B 27 équipes de NM1 1 équipe de NM2 vainqueure du Trophée Coupe de France 2024 |
| 2    | 32e de finale                      | 15 octobre 2024 et 16 octobre 2024                                       | 8 équipes de Betclic Élite classées de la 9e à la 16e place en 2023-2024 24 équipes issues du tour précédent                                     |
| 3    | 16e de finale                      | 11 novembre 2024, 12 novembre 2024, 26 novembre 2024 et 27 novembre 2024 | 16 équipes issues du tour précédent |
| 4    | 8e de finale                       | 7 janvier 2025 et 9 janvier 2025                                         | 8 équipes de Betclic Élite ayant participé aux Playoffs en 2023-2024 8 équipes issues du tour précédent                                          |
| 5    | Top 8 Quarts de finale Arena Loire | 11 février 2025 et 12 février 2025                                       | 8 équipes issues du tour précédent |
| 6    | Top 8 Demi-finales Arena Loire     | le mars 2025                                                             | 4 équipes issues du tour précédent |
| 7    | Finale Accor Arena                 | le 25 avril 2025                                                         | 2 équipes issues du tour précédent |

## Résultats[1]
Finale
| 26 avril 2025 18h15 |                                                                                           | Paris basket (Betclic Élite)        | 91–80                                                                   | Le Mans SB (Betclic Élite) |  | Accor Arena, Paris Affluence : 15 000 | La chaîne L'Équipe |
| 26 avril 2025 18h15 | Score par quart-temps : 28-26, 20-16, 21-12, 22-26                                        |                                     |                                                                         |                            |  | Accor Arena, Paris Affluence : 15 000 | La chaîne L'Équipe |
| 26 avril 2025 18h15 | Score par mi-temps : 48-42, 43-38                                                         |                                     |                                                                         |                            |  | Accor Arena, Paris Affluence : 15 000 | La chaîne L'Équipe |
| 26 avril 2025 18h15 | Nadir Hifi (20) Collin Malcolm (7) T. J. Shorts (7) Mikael Jantunen (16) MVP : Nadir Hifi | Points Rebonds Passes d. Évaluation | Trevor Hudgins (22) David DiLeo (6) Tray Buchanan (3) Noah Penda (19) - |                            |  | Accor Arena, Paris Affluence : 15 000 | La chaîne L'Équipe |